# مايج سايرس
فلورنسا مادلين «مايج» سايرس (بالإنجليزية: Madge Syers)‏ («كايف» عند الولادة 16سبتمبر1881-9سبتمبر1917) إحدى الشخصيات البريطانية التي مارست رياضة التزلج.أصبحت فلورنسا أول امرأة تنافس في بطولة العالم للتزلج [الإنجليزية] وذلك في عام 1902اثر منافستها في هذه البطولة التي لم يحدث وأن شارك فيها سوى الرجال من قبل حيث كانت منافسة خاصة بالرجال وحازت فيها على الميدالية الفضية الأمر الذي دفع هيئة الاتحاد الدولى للتزلج [الإنجليزية] (اسيو) لانشاء بطولة منفصلة خاصة بالسيدات وحدهن. كانت سايرس أولى الفائزات في هذه البطولة وذلك في عامى 1906 و1907 كما أصبحت البطل الأولمبى لدورة الألعاب الأولمبية الصيفية لعام 1908 وهي أول دورة ألعاب أولمبية تضم رياضة التزحلق على الجليد في المنافسة كما نافست في ثنائى التزلج [الإنجليزية] مع زوجها ادغار سايرس [الإنجليزية] وحصلا فيه على الميدالية البرونزية لدورة الألعاب الأولمبية لعام1908.

## الحياة الشخصية
ولدت فلورنسا مادلين كايف في 16سبتمبر1881 بمدينة كينسينجتون [الإنجليزية] بلندن وهي واحدة من ضمن 15طفلا لادوارد جارفيس كيف الذي كان يعمل كبناء وزوجته اليزابيث آن. كانت مايج ماهرة في رياضة التزلج إضافة إلى مهارتها في السباحة والفروسية. أصبحت مايج عضوا في نادى الأمير للتزلج [الإنجليزية] في نايتسبيرج والذي تم اعدادة في عام 1896 والذي شهرته المجتمع الارستقراطى في لندن.
في عام 1899 التقت مايج بزوج المستقبل ادغار سايرس [الإنجليزية] وهو أحد الشخصيات التي مارست رياضة التزلج والذي كان يعمل مدربا لتلك الفتاة التي يكبرها بثمانية عشر عاما. كما كان المصمم الدولى للزلاجات التي كانت أكثر تحررا وأقل صلابة من الزلاجات ذات التصميم الانجليزى التقليدى، وشجع ادغار مايج على ارتداء هذا النوع من الزلاجات. شكل كلا من مايج وادغار ثنائى التزلج واحتلا المركز الثانى في أول تشكيل للثنائى الدولى الذي نظم في برلين. وتزوجا في يونيو من هذا العام. وأتما معا تأليف كتاب رياضيات الشتاء في عام 1908.

## الحياة المهنية

### بطولة العالم لعام 1902
```
نظمت بطولة العالم للتزلج لأول مرة في عام 1896 
[
7
]
 على أنها نشاط ومسابقة خاصة بالرجال الا أنه لم يكن هناك من قانون يمنع دخول المرأة واشتراكها في تلك المسابقة مما مكن سايرس من أن تدخل وتنافس في بطولة 1902 بلندن 
[
5
]
 والتي حازت فيهاعلى الميداالية الفضية لحصولها على المركز الذي يلى 
أولريش سالكاو
 
[الإنجليزية]
 الذي أعجب كثيرا بتحديها الامر الذي جعله يقدم لها ميداليته الذهبية اعرابا عن تقديره لها. فيما كتب 
ت.د.ريشاردسون
 
[الإنجليزية]
 (توماس داو ريتشاردسون) «ويشاع لا بل أكثر من الشائعات على رأى كثير من الخبراء أنها لابد وأن تفوز.»
[
8
]

دفع دخول سايرس بطولة العالم هيئة الاتحاد الدولى للتزلج (اسيو) لعرض مناقشة حول منافسة النساء للرجال وذلك في اجتماع الكونجرس للعام التالى والذي عقد في عام1903. أما ما أثير واحتج به حول مشاركة المرأة في هذة المسابقة فكان التالى «ثوب المرأة يمنع الحكام من رؤية قدميها; من الممكن أن يقضى الحاكم لصالح الفتاة التي يميل اليها; من الصعب مقارنة النساء بالرجال.»
[
9
]
 وكانت نتيجة التصويت في الكونجرس هي ستة مقابل ثلاثة لصالح منع النساء من المشاركة في البطولة.
[
10
]
```

### 1903-1907
```
واصلت سايرس منافستها في مكان آخر وفي عام 1903 فازت في 
بطولة التزلج البريطانية الافتتاحية
 
[الإنجليزية]
 التي أعدت في بداية الأمر كمنافسة مختلطة بين النساء والرجال وفي العام التالى فازت للمرة الثانية بعد هزيمتها لزوجها الذي حصل على الميدالية الفضية.
[
2
]
 كماشاركت في 
بطولة الأمم الأوروبية لعام 1904
 
[الإنجليزية]
 الا أنها آثرت الانسحاب من تلك البطولة اثر اصابتها عقب انتهاء المرحلة الأولى من المسابقة.
[
5
]

في عام 1905 أنشأ الكونجرس بطولة منفصلة خاصة بالسيدات وهذة البطولة دعمت بشدة من قبل 
الرابطة الوطنية للتزلج
 
[الإنجليزية]
 وعرفت في ذلك الوقت باسم بطولة السيدات للتزلج التي أنشأها هيئة الاتحاد الدولى للتزلج بدلا من اسم بطولة العالم 
[
5
]
 وعقدت هذه البطولة في مكان وميعاد مختلف عن البطولة الخاصة بالرجال.فازت سايرس في البطولة الافتتاحية التي عقدت في 
دافوس
 بسويسرا وذلك في عام 
1906
 
[الإنجليزية]
 حيث حصلت فيها على المركز الأول من بين خمسة منافسين كما حصلت على لقبها الثانى في فيينا في 
بطولة عام 1907
 
[الإنجليزية]
.
[
5
]
```

### أولمبيات 1908
كانت دورة الألعاب الأولمبية الصيفية لعام 1908 التي أقيمت في لندن هي أول دورة ألعاب اولمبية تشمل رياضة التزلج في برنامجها المعد للمنافسة والتي عقدت في أكتوبر بنادى الأمير. شاركت سايرس في البطولة الخاصة بالسيدات والمختلطة مع ادغار ففى البطولة الخاصة بالسيدات فازت باجتياح وحصلت على المركز الأول والذي أقر علية الحكام الخمسة ووصف البيان الرسمى الصادرمن دورة الألعاب سايرس بأنها "تحتل مكانة لاتضاهى" قائلا أن دقة الأداء الرائعة إضافة إلى حركاتها المتميزة كانت هي السمة التي تميزها في التزلج الصباحى." أما في التزلج الحر [الإنجليزية] فوصفها التقرير بأنها لديها "براعة في الإيقاع مع مراعاة الوقت إضافة إلى خطوات الرقص والدوران التي تمارسها بلا أخطاء." وقام الحكام الخمسة بتنصيبها المركز الأول للمرة الثانية وفيها حازت على اللقب. أما في ثنائى التزلج حصل كلا من ادغار وسايرس على المركز الثالث من بين ثلاثة أزواج مشتركين وفازا بالميدالية البرونزية.

### أواخر حياتها
لم تشارك سايرس في أية بطولة بعد دورة الألعاب الأولمبية نظرا لتدهور حالتها الصحية. انتهت مايج وادغار من تأليف كتابهما الثانى فن التزلج (الطريقة العالمية) والذي نشر في 1913. وفي 9 سبتمبر لعام 1917 توفيت مايج في منزلها في مدينة وبريدج [الإنجليزية] بمقاطعة سارى بالسكتة القلبية نتيجة التهاب الشغاف الحاد عن عمر يناهز ال35 عاما. وفي عام 1981 تم اختيار مايج لتكريمها بقاعة الشهرة للتزلج العالمى [الإنجليزية].

## النتائج

### بطولة السيدات المنفصلة
| الحدث        | 1906         | 1907         | 1908         |
| ------------ | ------------ | ------------ | ------------ |
| الأولمبيات   |              |              | المركز الأول |
| بطولة العالم | المركز الأول | المركز الأول |              |

### البطولة الفردية
| الحدث              | 1902          | 1903         | 1904         |
| ------------------ | ------------- | ------------ | ------------ |
| بطولة العالم       | المركز الثانى |              |              |
| البطولة البريطانية |               | المركز الأول | المركز الأول |

### الثنائى
| الحدث      | 1908          |
| ---------- | ------------- |
| الأولمبيات | المركز الثالث |

## روابط خارجية
- مايج سايرس على موقع IMDb (الإنجليزية)
- مايج سايرس على موقع الموسوعة البريطانية (الإنجليزية)
- مايج سايرس على موقع أوليمبيديا (الإنجليزية)